# Højby (Odense)
 For alternative betydninger, se Højby. (Se også artikler, som begynder med Højby)
Højby er en forstad til Odense med 4.967 indbyggere (pr. 2019). Højby ligger 10 kilometer sydøst for centrum nær Fynske Motorvej og Svendborgmotorvejen. Højby er Odenses sydligste bydel.
Højby var tidligere en by, men er sammenvokset med Odense og siden 1. januar 2010 har Danmarks Statistik betragtet Højby som en del af Odense.
Bydelen ligger i Højby Sogn i Odense Kommune, og ligger 13 km fra Ringe.
I bydelen ligger Højby Station på Svendborgbanen med direkte togforbindelse op til centrum til Ringe og Svendborg.

## Højby i dag
I Højby er der to skoler, Højby Skole og Højby Friskole. Højby har mange indkøbsmuligheder, så som SuperBrugsen, Netto, Rema 1000 og Coop 365discount.
Der er en stor idrætsforening, Højby S&G, som tilbyder mange forskellige sportsgrene; bl.a. fodbold, håndbold, badminton, gymnastik og skydning. Højby S&G blev stiftet i 1866. Derudover er der en KFUM-Spejder gruppe, Bakkegården som arrangere foredrag og musikaftener med spisning, en dyrlæge, to genbrugsforretninger, pizzeria og frisør.